# Pražské Předměstí (Jaroměř)
Pražské Předměstí (německy  Prager Vorstadt) je část města Jaroměř v okrese Náchod. Nachází se na východě Jaroměře. V roce 2009 zde bylo evidováno 867 adres. V roce 2001 zde trvale žilo 7166 obyvatel.
Pražské Předměstí leží v katastrálním území Jaroměř o výměře 11,83 km2.

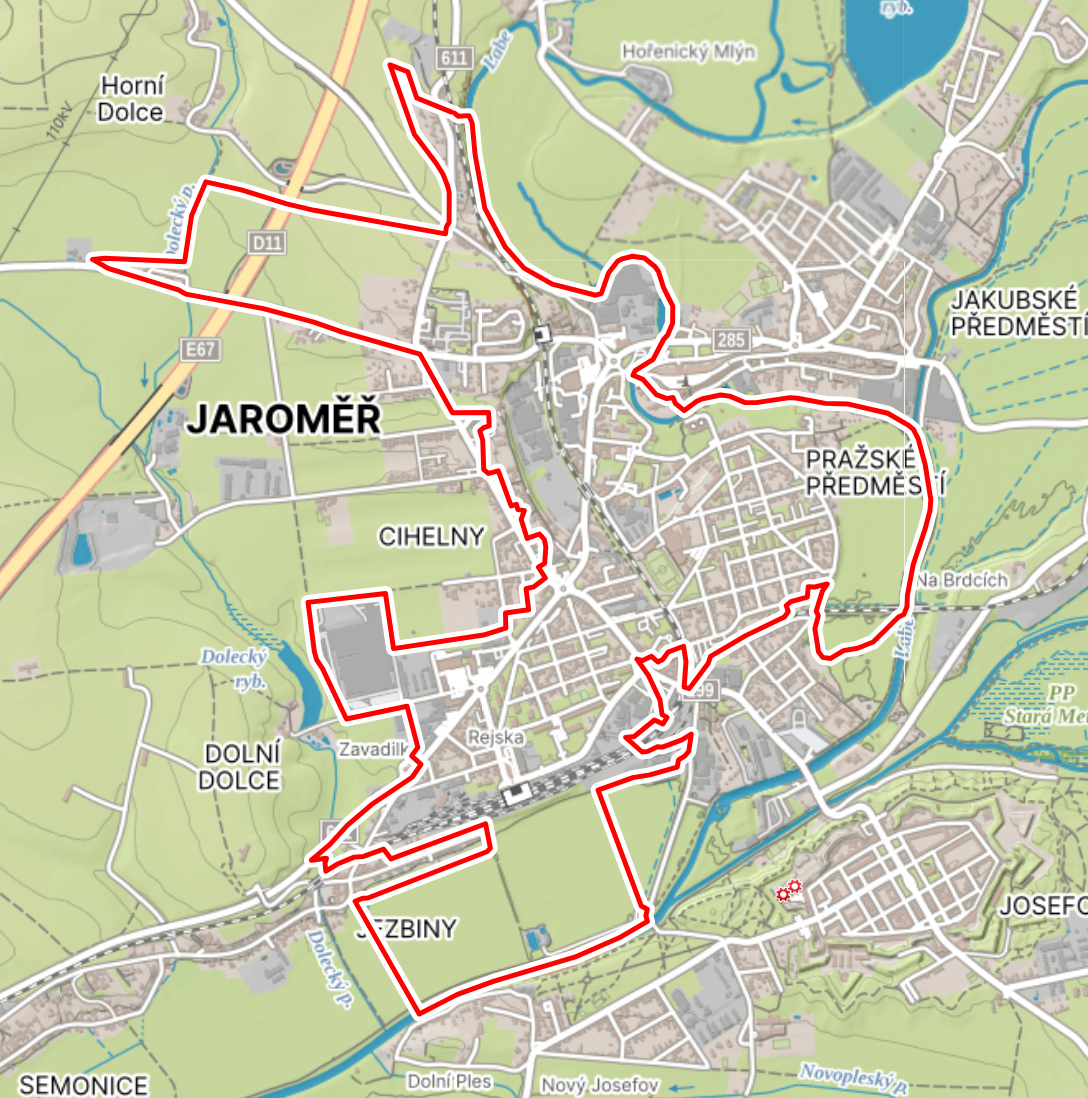
Pražské předměstí